# Abelardo Moralejo Lasso
Abelardo Moralejo Lasso (auch Laso, * 28. Januar 1898 in Argujillo, Zamora; † 10. April 1983 in Santiago de Compostela) war ein spanischer Latinist und Linguist.

## Leben
Moralejo Lasso studierte an der philosophischen Fakultät der Universität Salamanca u. a. bei Miguel de Unamuno und erwarb 1921 das Lizentiat.
Zum Promovieren setzte er seine Studien an der Universität von Madrid fort. Simultan kooperierte er mit dem von Ramón Menéndez Pidal geführten Centro de Estudios Históricos.
Zeitweilig diente Moralejo Lasso in der spanischen Armee im zweiten marokkanischen Krieg.
1926 legte er seine von Julio Cejador y Frauca (1864–1927) betreute Dissertation über lateinische Phonetik vor und erwarb den Doktortitel.
Im Jahre 1927 erhielt Moralejo Lasso einen Lehrstuhl für Latinistik an der Universität Santiago de Compostela, den er während seiner gesamten Laufbahn innehatte. In den folgenden Jahren übernahm er weitere Aufgaben und wurde u. a. Dekan der philosophischen Fakultät. 1968 ging er in den Ruhestand, setzte allerdings seine Veröffentlichungen fort.
Moralejo Lasso starb am 10. April 1983 in Santiago de Compostela.

## Lehre und Schaffen
Hauptsächliches Arbeitsgebiet von Moralejo Lasso war die Sprache, und hier die klassischen und die romanischen Sprachen. Ausgiebig beschäftigte er sich zudem mit der Toponomastik. Er betätigte sich auch als Übersetzer – beispielsweise machte er Walter Porzigs hervorragendes Werk „Das Wunder der Sprache“ der spanischsprachigen Welt zugänglich.

## Werke (Auswahl)
- Las oclusivas sonoras aspiradas en latín, Dissertation, Madrid, Hernando, 1926
- Los nombre propios personales con referencia a los españoles principalmente, Universidade de Santiago, 1933
- Toponimia gallega y leonesa, Santiago de Compostela. Pico Sacro. 1977, 382 Seiten, ISBN 84-85170-20-2

### Übersetzungen
- Liber Sancti Jacobi Codex Calixtinus (in Zusammenarbeit mit Casimiro Torres und Julio Feo), Santiago. Instituto Padre Sarmiento de Estudios Gallegos. 1951, 646 Seiten; Neudruck, Xesús Carro Otero, 1992 ISBN 84-453-0564-6
- El maravillos mundo del lenguaje: problemas, métodos y resultados de la lingüística moderna. Madrid. Gredos. 1964, 507 Seiten (Walter Porzigs „Das Wunder der Sprache“)
- La épica en las literaturas románicas: pérdidas y cambios, Planeta, Barcelona, 1973 (Leo Pollmanns „Das Epos in den romanischen Literaturen: Verlust und Wandlungen“)